# Хмелёвка (Свердловская область)
Хмелёвка — деревня в Тавдинском городском округе Свердловской области России.

## Географическое положение
Деревня Хмелёвка муниципального образования «Тавдинском городском округе» Свердловской области расположена в 30 километрах (по автотрассе в 39 километрах) к северу-северо-востоку от города Тавда, на левом берегу реки Хмелёвка (левый приток реки Карабашка). В окрестностях деревни расположена железнодорожная станция Матюшино Свердловской железной дороги. 12 ноября 1979 года Исполнительный комитет Свердловского областного Совета народных депутатов принял решение  просить Президиум Верховного Совета РСФСР переименовать поселок Хмелевка в поселок Матюшино, однако сведений о принятии Президиумом требуемого решения не имеется.

## Население
| 2002 | 2010 |
| ---- | ---- |
| 5    | ↘3   |